# Sassolini sul fondo del fiume
Sassolini sul fondo del fiume è un album semiantologico dei Diaframma pubblicato il 26 giugno 2002. Contiene registrazioni inedite sia dal vivo che in studio con Miro Sassolini alla voce e due tracce dei Van der Bosch, band fondata dallo stesso Sassolini dopo la fuoriuscita dai Diaframma.

## Tracce
1. Caldo - 5:08
2. Grande o infinito - 3:10
3. In perfetta solitudine - 4:05
4. Effetto notte - 4:15
5. Amsterdam featuring Litfiba - 5:35
6. Speranza - 3:20
7. Un giorno balordo - 3:16
8. Anima sensibile - 3:48
9. Le navi del porto - 3:15
10. Specchio delle mie brame - 4:55
11. Il meglio - 2:35
12. L'abbonato - 3:35
13. Poche storie - 3:05
14. Le cose da fare - 5:40

## Provenienza delle tracce
- Tracce 1-3 - Outtakes di Boxe, estate 1987
- Traccia 4 - Live in Collegno (TO), 23 maggio 1985
- Traccia 5 - Demo, 1985
- Tracce 6-12 - Lost album, 1998
- Tracce 13, 14 - Van der Bosch, 1989

## Formazione
- Miro Sassolini - voce
- Federico Fiumani - voce, chitarra